# Index Catalogue of Visual Double Stars
Pour les articles homonymes, voir IDS.
L'Index Catalogue of Visual Double Stars (en français catalogue ordonné d'étoiles doubles visuelles), ou IDS, est un catalogue d'étoiles doubles. Il fut publié par l'observatoire Lick en 1963 et contient les mesures de 64250 objets, couvrant tout le ciel,. La base de données utilisée pour construire ce catalogue fut ensuite transférée de l'observatoire Lick à l'observatoire naval des États-Unis, où elle devint la base du catalogue d'étoiles doubles de Washington.